# Lív igeragozási rendszer

## A lív igeragozási rendszer
A lív igéknek:
- hat személye: három személy az egyes és három a többes számban;
- hat módja: kijelentő mód (indicativus), felszólító mód (imperativus), feltételes mód (condicionális),
parancsoló mód (jussiv), referatív mód (quotativus) és kötelező mód (debitivus);
- öt igeideje: egyszerű jelen (praesens) és múlt (praeteritum),
valamint összetett jelen (perfectum), múlt (plusquamperfectum) és jövő idő (futurum perfectum);
- két igeneme: cselekvő (activ) és szenvedő (passiv) igeneme van.

Ezen kívül a lívben van egy tagadó ige, amely a legtöbb alak elé odailleszthető, és amely összetett alakokat hoz létre. A módok és idők kombinálhatóságát a következő táblázat foglalja össze.
| mód →           | kijelentő | kijelentő | felszólító | felszólító | feltételes | feltételes | parancsoló | parancsoló | referatív | referatív | kötelező | kötelező |
| idő ↓           | állít.    | tag.      | állít.     | tag.       | állít.     | tag.       | állít.     | tag.       | állít.    | tag.      | állít.   | tag.     |
| --------------- | --------- | --------- | ---------- | ---------- | ---------- | ---------- | ---------- | ---------- | --------- | --------- | -------- | -------- |
| egyszerű jelen  | +         | +         | +          | +          | +          | +          | +          | +          | +         | –         | +        | +        |
| egyszerű múlt   | +         | +         | –          | –          | –          | –          | –          | –          | –         | –         | +        | +        |
| összetett jelen | +         | +         | –          | –          | +          | +          | –          | –          | +         | –         | +        | +        |
| összetett múlt  | +         | +         | –          | –          | –          | –          | –          | –          | –         | –         | +        | +        |
| összetett jövő  | +         | +         | –          | –          | –          | –          | –          | –          | –         | –         | +        | +        |

- A kijelentő, felszólító és feltételes mód használata megegyezik a magyarral.
- A kijelentő mód használata a legszélesebb körű, elsődleges funkciója állítások és tagadások megfogalmazása.
  - Jemā sīetõb piņņõ lēbaks. ’Az anya kenyérrel eteti a kutyát.’
  - Līvõ kēļ um min jemākēļ. ’A lív nyelv az én anyanyelvem.’
  - Mäd kilā kalāmīed aņgiri äb vejjõt. ’A mi falunk halászai nem fognak angolnát.’

- A felszólító mód közvetlen felszólításokat fejez ki.
  - Tul set tǟnõ! ’Gyere csak ide!’
  - Alā rõkānd bļoggõ! ’Ne beszélj ostobaságokat!’
  - Tulgid īņõz! ’Gyertek vele!’

- A feltételes mód a feltételhez kötött megállapítások kifejezésére szolgál, de ezt használjuk óhajtás és kívánság esetében, valamint udvariassági formulákban.
  - Ku dūšig sadāb, siz nei ku mō um vālda. ’Ha erősen esik, akkor olyan mintha fehér lenne a föld.’
  - Ma tōks siedā jarrõ nǟdõ. ’Szeretném azt a tavat látni.’

- A parancsoló mód közvetett parancsolást kifejez ki, tulajdonképpen a felszólító módot helyettesíti a mellékmondatokban.
  - Pōlab jumāltõ, laz ta tulgõ ja äbțõg. Kérjük istent, hogy jöjjön és segítsen.
  - Ma brīḑiz tǟnda, algõ ta nei rõkāndõg. ’Figyelmeztettem őt, hogy ezt ne mondja.’

- Referatív módban olyan kijelentések állnak, amelyeket a beszélő valaki mástól vett át, az állítással vagy nem ért egyet, vagy nincs tisztában annak igazságtartalmával. Gyakran mellékmondatokban fordul elő.
  - Tämpõ līji prēmijd jaggimi. ’(Állítólag) ma van a prémium osztása.’
  - Lešti vejjõm vadāks līvlizt vȯļļid oppõnd sǭrlizt kädst. ’A tőkehal vaddal [speciális háló] való kifogását a lívek (állítólag) a Saaremaa-beleiktől tanulták.’

- A kötelező mód kötelességet, kötelezettséget fejez ki szerkezet formájában. A kötelező mód különleges a módok között, mivel, akire vagy amire a kötelezettség hárul, a mondatban részes esetben áll. Egy szerkezeten a kötelező módon túl más módok jelei vagy segédszavai is megjelenhetnek.
  - Vīļa um agāņi, siedā um tīemõst pūdõks. ’A gabona pelyvás, meg kell tisztítani.’
  - Mäddõn vȯlks vȯnd ätsmidēgõst mǟngamõst. ’Kellett volna játszanunk valamit.’

- Az egyszerű igeidőkön túl a lívben található még egy összetett jelen idő is, amely a múltban kezdődő, de a jelenig ható cselekvések történések igeideje, és egy összetett múlt, amely régmúltat vagy az egyszerű múlt időhöz képest előidejűséget fejez ki. 
  - Siz täm āigis, ku ta um läpš vȯnd. ’Azokban az időkben, amikor ő gyerek volt.’
  - Ta mǟdliz pigātagā amḑi kūožidi, kus ta igāniz vȯļ kǟnd. ’Eszébe jutott szinte az összes hely, ahol (korábban) járt.’

- A lívben jelen idejű alakok kifejezik ki a jövő időt. Ugyan létezik összetett jövő idő, amely előidejűséget fejez ki, de ez gyakorlatilag nincs használatban.
  - Ma altõb tūlda, siz līb sieldõm. ’Meggyújtom a tüzet, és akkor lesz fény.’
  - Ma tulāb ildīņ, ku līb aigõ. ’Azonnal jövök, így lesz idő.’
  - Sīḑštīž mēg irgõm aigõ. ’Innen fogjuk kezdeni mérni.’

## A tövek
A igék ragozásához elegendő mindössze két alakot ismernünk, az főnévi igenevet és a kijelentő mód jelen idő egyes szám első személyű alakot. A személyrag formája alapján és a tőbelseji esetleges hangváltozások alapján az igéket hat szabályos és egy hetedik, rendhagyó csoportra oszthatjuk.
| főnévi igenév | kijelentő módú, jelen idő, E/1 | kijelentő módú, jelen idő, E/1 | ragozási csoport |
| képzője       | hangváltozás                   | személyrag                     | ragozási csoport |
| ------------- | ------------------------------ | ------------------------------ | ---------------- |
| -õ/-Cõ        | nincs                          | -õb                            | 1.               |
| -Clõ/-Crõ     | nincs                          | -õb                            | 2.               |
| -õ/-Cõ        | nincs                          | -ūb                            | 3.               |
| -õ/-Cõ        | van                            | -õb                            | 4.               |
| -õ/-Cõ        | nincs                          | -āb                            | 5.               |
| -õ/-Cõ        | van                            | -ab                            | 6.               |

Ha főnévi igenév és a ragozott igealak töve azonos, akkor egyalakú a tő, ebben az esetben -õb/-Cõb/-ūb/-āb személyrag levágása után megkapjuk a tövet, amelyhez hozzáilleszthetjük a megfelelő igei toldalékokat. Ha a tőben változás történik, akkor figyelni kell a tő változásaira a ragozás során.
A főnévi igenévből megtudhatjuk, hogy szabályos vagy rendhagyó igével van-e dolgunk. A szabálytalan igéket onnan ismerjük fel, hogy -dõ vagy -da alakú a főnévi igenévi képzőjük. A -dõ alak az egy szótagos, hosszú magánhangzóra vagy diftongusra végződő tövekhez járul, húsz ilyen ige van, amelyeknek tövei igen változatosak. A -da végűek hárman vannak, köztük a létigével.
A szabályos igék között a -Clõ/-Crõ végződés egyértelműen kijelöli az ige ragozását, ezek a 2. csoportba tartoznak, pl.: nagrõ ’nevetni’.
A többi szabályos ige főnévi igenévi képzője vagy -õ vagy -Cõ. Az -õ képzősök előtt vagy egy mássalhangzót vagy két különböző mássalhangzót találunk, pl.: kūlõ ’hallani, hallgatni’; mǟdlõ, mǟdlõb ’emlékezni’. A -Cõ képzősöknél az -õ előtt két azonos mássalhangzót találunk, pl.: eļļõ ’olajozni’.

## Cselekvő igenem
A cselekvő igenem általános jellemzője, hogy az ige cselekvője alanyesetben, a cselekvés elszenvedője pedig tárgyesetben vagy, mint a lívben, partitívuszban áll. Ettől az esetkiosztástól csak különleges esetekben tér el a nyelv, a lívben például a kötelező mód esetében. A kötelező módot, annak különleges tulajdonságai miatt külön tárgyaljuk.

### Egyszerű alakok
Az egyszerű alakok esetében az igei állítmány egyetlen igéből áll, amelyhez szintetikusan személyragok és/vagy igejelek kapcsolódnak. Az igejelek lehetnek idő- vagy módjelek, azaz, a magyarhoz hasonlóan, egy igén vagy csak az idő vagy csak a mód jelölhető, hogy az időt és a módot is jelölni tudjuk, összetett igealakokat kell használnunk.
Az egyszerű igealakokat csoportosíthatjuk a szerint, hogy van-e számot és személyt megkülönböztető ragozásuk vagy nem: a kijelentő és feltételes módú alakokon jelölve van a szám és a személy, a parancsoló és referatív módú alakokon csak a szám jelölt, a felszólító módban csak második személyű alakok vannak.
A cselekvő igenem egyszerű alakjai a következőek:
- személyt és számot jelölő:
  - kijelentő mód, egyszerű jelen: az igetőhöz az ún. I. ragozás személyragjai társulnak
  - kijelentő mód, egyszerű múlt: az igető és a múlt idő -iz vagy -īz jele után az ún. II. ragozás személyragjai állnak
  - feltételes mód, egyszerű jelen: az igető egy -õks, -āks vagy -aks formájú feltételesmód-jelet kap, amelyhez a II. ragozás személyragja járulnak

- csak számot jelölő:
  - parancsoló módban: a tőhöz a parancsoló mód jele (-õg/-Cõg/-āg/-ag) kapcsolódik, többes számban pedig ehhez a többes szám jele tapad -õd formában
  - referatív mód, egyszerű jelenben: a tőn a referatív mód jele, a -ji, -iji, -Ciji, -āji vagy -aji jelenik meg, többes számban a többes szám jele -d alakban

- hiányos ragozás:
  - felszólító módban: az egyes szám második személyt a puszta igető fejezi ki, többes szám második személyben pedig az -õgid, -Cõgid, -āgid vagy -agid alakú végződés

#### Kijelentő és feltételes mód
A lív igéknek három ragozási sora van, két teljes ragozás és egy csonka. 
|     | teljes ragozás                        | teljes ragozás                        | teljes ragozás                        | teljes ragozás                               | teljes ragozás                               | teljes ragozás                               | csonka ragozás                      | csonka ragozás                      | csonka ragozás                      |
|     | I. ragozás kijelentő mód jelen időben | I. ragozás kijelentő mód jelen időben | I. ragozás kijelentő mód jelen időben | II. ragozás múlt időben és feltételes módban | II. ragozás múlt időben és feltételes módban | II. ragozás múlt időben és feltételes módban | III. ragozás tagadott segédige után | III. ragozás tagadott segédige után | III. ragozás tagadott segédige után |
|     | igeragok                              | segédigék                             | segédigék                             | igeragok                                     | segédigék                                    | segédigék                                    | igeragok                            | segédigék                           | segédigék                           |
| --- | ------------------------------------- | ------------------------------------- | ------------------------------------- | -------------------------------------------- | -------------------------------------------- | -------------------------------------------- | ----------------------------------- | ----------------------------------- | ----------------------------------- |
| E/1 | -õb/-ab/-āb/-ūb                       | um                                    | līb                                   | -ø                                           | vȯļ                                          | –                                            | -ø                                  | ūo                                  | lī                                  |
| E/2 | -õd/-ad/-ād/-ūd                       | ūod                                   | līd                                   | -t                                           | vȯļd                                         | –                                            | -ø                                  | ūo                                  | lī                                  |
| E/3 | -õb/-ab/-āb/-ūb                       | um                                    | līb                                   | -ø                                           | vȯļ                                          | –                                            | -ø                                  | ūo                                  | lī                                  |
| T/1 | -õm/-am/-ām                           | ūom                                   | līm                                   | -mõ                                          | vȯļmõ                                        | –                                            | -mõ                                 | ūom                                 | līm                                 |
| T/2 | -õt/-at/-āt                           | ūotõ                                  | līt                                   | -tõ                                          | vȯļtõ                                        | –                                            | -tõ                                 | ūotõ                                | līt                                 |
| T/3 | -õbõd/-adõd/-ābõd                     | at                                    | lībõd                                 | -tõ                                          | vȯļtõ                                        | –                                            | -tõ                                 | ūotõ                                | līt                                 |

Az I. ragozásban minden személy jelölt. Ez az elsődleges ragozás, amely kijelentő mód jelen időben járul az igetövekhez. A személyragok alapvetően egyetlen mássalhangzóból állnak (kivéve a többes szám harmadik személyt), de ezek előtt különböző kötőhangzók lehetségesek, és előttük meg is nyúlhat a tővégi mássalhangzó. Az egyes szám első és harmadik személy egybeesik. A személyragok alakjai az egyes igecsoportokban a következő:
|                                          | 1.                                       | 1.                                       | 2.                                       | 3.                                       | 3.                                       | 4.                                       | 4.                                       | 4.                                       | 5.                                       | 5.                                       | 6.                                       | 6.                                       | 6.                                       |
|                                          | 1.1.                                     | 1.2.                                     | 2.                                       | 3.1.                                     | 3.2.                                     | tőv.                                     | 4.1.                                     | 4.2.                                     | 5.1.                                     | 5.2.                                     | tőv.                                     | 6.1.                                     | 6.2.                                     |
| A kijelentő mód, jelen idő személyragjai | A kijelentő mód, jelen idő személyragjai | A kijelentő mód, jelen idő személyragjai | A kijelentő mód, jelen idő személyragjai | A kijelentő mód, jelen idő személyragjai | A kijelentő mód, jelen idő személyragjai | A kijelentő mód, jelen idő személyragjai | A kijelentő mód, jelen idő személyragjai | A kijelentő mód, jelen idő személyragjai | A kijelentő mód, jelen idő személyragjai | A kijelentő mód, jelen idő személyragjai | A kijelentő mód, jelen idő személyragjai | A kijelentő mód, jelen idő személyragjai | A kijelentő mód, jelen idő személyragjai |
| ---------------------------------------- | ---------------------------------------- | ---------------------------------------- | ---------------------------------------- | ---------------------------------------- | ---------------------------------------- | ---------------------------------------- | ---------------------------------------- | ---------------------------------------- | ---------------------------------------- | ---------------------------------------- | ---------------------------------------- | ---------------------------------------- | ---------------------------------------- |
| E/1                                      | -õb                                      | -Cõb                                     | -õb                                      | -ūb                                      | -ūb                                      | +                                        | -õb                                      | -Cõb                                     | -āb                                      | -āb                                      | +                                        | -ab                                      | -ab                                      |
| E/2                                      | -õd                                      | -Cõd                                     | -õd                                      | -ūd                                      | -ūd                                      | +                                        | -õd                                      | -Cõd                                     | -ād                                      | -ād                                      | +                                        | -ad                                      | -ad                                      |
| E/3                                      | -õb                                      | -Cõb                                     | -õb                                      | -ūb                                      | -ūb                                      | +                                        | -õb                                      | -Cõb                                     | -āb                                      | -āb                                      | +                                        | -ab                                      | -ab                                      |
| T/1                                      | -õm                                      | -Cõm                                     | -õm                                      | -õm                                      | -Cõm                                     | –                                        | -õm                                      | -Cõm                                     | -ām                                      | -ām                                      | +                                        | -am                                      | -am                                      |
| T/2                                      | -õt                                      | -Cõt                                     | -õt                                      | -õt                                      | -Cõt                                     | –                                        | -õt                                      | -Cõt                                     | -āt                                      | -āt                                      | +                                        | -at                                      | -at                                      |
| T/3                                      | -õbõd                                    | -Cõbõd                                   | -õbõd                                    | -õbõd                                    | -Cõbõd                                   | –                                        | -õbõd                                    | -Cõbõd                                   | -ābõd                                    | -ābõd                                    | +                                        | -abõd                                    | -abõd                                    |

A II. ragozásban az első szám első és harmadik személy jelöletlen, ez a két alak itt is egybeesik, csakúgy mind a többes szám második és harmadik személy. Többes számban a személyragok végén -õ-t találunk. Ez a ragozás a finn alapnyelvig visszavezethető elsődleges jelek után találhatók, a múlt idő -iz/-īz és a feltételes mód -ks jele előtt. A jelek és a ragok szerkezete miatt a II. ragozás személyragjai kötőhangzók nélkül csatlakoznak a jelekhez, azaz egyalakúak. Az igetípusok tövei és a jelek kapcsolódását a következő táblázat foglalja össze:
|                  | 1.               | 1.               | 2.               | 3.               | 3.               | 4.               | 4.               | 4.               | 5.               | 5.               | 6.               | 6.               | 6.               |
|                  | 1.1.             | 1.2.             | 2.               | 3.1.             | 3.2.             | tőv.             | 4.1.             | 4.2.             | 5.1.             | 5.2.             | tőv.             | 6.1.             | 6.2.             |
| Idő- és módjelek | Idő- és módjelek | Idő- és módjelek | Idő- és módjelek | Idő- és módjelek | Idő- és módjelek | Idő- és módjelek | Idő- és módjelek | Idő- és módjelek | Idő- és módjelek | Idő- és módjelek | Idő- és módjelek | Idő- és módjelek | Idő- és módjelek |
| ---------------- | ---------------- | ---------------- | ---------------- | ---------------- | ---------------- | ---------------- | ---------------- | ---------------- | ---------------- | ---------------- | ---------------- | ---------------- | ---------------- |
| múlt idő         | -iz              | -Ciz             | -iz              | -īz              | -īz              | +                | -iz              | -Ciz             | -īz              | -īz              | +                | -iz              | -iz              |
| feltételes mód   | -õks             | -Cõks            | -õks             | -õks             | -Cõks            | +                | -õks             | -Cõks            | -āks             | -āks             | +                | -aks             | -aks             |

A III. ragozás csonka ragozás, amelyben csak a többes számban találhatók személyragok, ennek köszönhetően az egyes számú alakok, valamint a többes szám második és harmadik személy egybeesik. Ez a ragozás a tagadó segédige után jelenik meg, amelyről később lesz szó.
A három különböző ragozás nemcsak az igékre, hanem a segédigékre, azaz a létige alakjaira is kiterjed. A táblázatban vȱlda ’lenni, tkp. vanni’ és līdõ ’lenni, válni (valamivé)’ különböző alakjai találhatók. A vȱlda segédige a kijelentő mód, a feltételes mód és a referatív mód összetett jelen idejű alakjaiban, a līdõ a kijelentő mód összetett jövő idejű alakjaiban.

#### Parancsoló és referatív mód
A parancsoló és referatív módban az egytövő igéknél a tőhöz, többtövő igéknél a kijelentő mód egyes szám első személyben található tőhöz kapcsolódik a módjel, amelyhez többes számú alany esetében a többes szám jele kapcsolódik, a parancsoló módban ennek alakja -õd, referatív módban pedig -d. A tő és a jelek illeszkedését a következő táblázat foglalja össze.
|                  | 1.               | 1.               | 2.               | 3.               | 3.               | 4.               | 4.               | 4.               | 5.               | 5.               | 6.               | 6.               | 6.               |
|                  | 1.1.             | 1.2.             | 2.               | 3.1.             | 3.2.             | tőv.             | 4.1.             | 4.2.             | 5.1.             | 5.2.             | tőv.             | 6.1.             | 6.2.             |
| Idő- és módjelek | Idő- és módjelek | Idő- és módjelek | Idő- és módjelek | Idő- és módjelek | Idő- és módjelek | Idő- és módjelek | Idő- és módjelek | Idő- és módjelek | Idő- és módjelek | Idő- és módjelek | Idő- és módjelek | Idő- és módjelek | Idő- és módjelek |
| ---------------- | ---------------- | ---------------- | ---------------- | ---------------- | ---------------- | ---------------- | ---------------- | ---------------- | ---------------- | ---------------- | ---------------- | ---------------- | ---------------- |
| parancsoló mód   | -õg              | -Cõg             | -õg              | -õg              | -Cõg             | +                | -õg              | -Cõg             | -āg              | -āg              | +                | -ag              | -ag              |
| referatív mód    | -iji             | -Ciji            | -iji             | -iji             | -Ciji            | +                | -iji             | -Ciji            | -āji             | -āji             | +                | -aji             | -aji             |

#### Felszólító mód
A felszólító módnak csak második személyű alakjai vannak.
Az egyes szám második személyű alak általában jelöletlen, de az -ā- és -a- kötőhangzós igéknél ez a kötőhangzó megjelenik, a 2. csoportban hangátvetés történik.
A többes szám második személyű alak személyragja, mivel azonos eredetű a parancsoló mód jelével, ugyanazok a jellemzői, mint annak, tőváltozat és kötőhangzó tekintetében.
|                             | 1.                          | 1.                          | 2.                          | 3.                          | 3.                          | 4.                          | 4.                          | 4.                          | 5.                          | 5.                          | 6.                          | 6.                          | 6.                          |
|                             | 1.1.                        | 1.2.                        | 2.                          | 3.1.                        | 3.2.                        | tőv.                        | 4.1.                        | 4.2.                        | 5.1.                        | 5.2.                        | tőv.                        | 6.1.                        | 6.2.                        |
| A felszólító mód végződései | A felszólító mód végződései | A felszólító mód végződései | A felszólító mód végződései | A felszólító mód végződései | A felszólító mód végződései | A felszólító mód végződései | A felszólító mód végződései | A felszólító mód végződései | A felszólító mód végződései | A felszólító mód végződései | A felszólító mód végződései | A felszólító mód végződései | A felszólító mód végződései |
| --------------------------- | --------------------------- | --------------------------- | --------------------------- | --------------------------- | --------------------------- | --------------------------- | --------------------------- | --------------------------- | --------------------------- | --------------------------- | --------------------------- | --------------------------- | --------------------------- |
| E/2                         | -ø                          | -ø                          | átv.                        | -ø                          | -ø                          | –                           | -ø                          | -ø                          | -ā                          | -ā                          | +                           | -a                          | -a                          |
| T/2                         | -õgid                       | -Cõgid                      | -õgid                       | -õgid                       | -Cõgid                      | +                           | -õgid                       | -Cõgid                      | -āgid                       | -āgid                       | +                           | -agid                       | -agid                       |

#### Összefoglaló táblázat I.
| kūlõ ’hallani’   | kūlõ ’hallani’   | kūlõ ’hallani’   | kūlõ ’hallani’   | kūlõ ’hallani’   | kūlõ ’hallani’   | kūlõ ’hallani’   | kūlõ ’hallani’   |
|                  | kijelentő mód    | kijelentő mód    | kijelentő mód    | feltételes mód   | parancsoló mód   | referatív mód    | felszólító mód   |
|                  | jövő idő         | jelen idő        | múlt idő         | feltételes mód   | parancsoló mód   | referatív mód    | felszólító mód   |
| egyszerű igeidők | egyszerű igeidők | egyszerű igeidők | egyszerű igeidők | egyszerű igeidők | egyszerű igeidők | egyszerű igeidők | egyszerű igeidők |
| állító           | állító           | állító           | állító           | állító           | állító           | állító           | állító           |
| ---------------- | ---------------- | ---------------- | ---------------- | ---------------- | ---------------- | ---------------- | ---------------- |
| E/1              | –                | kūl-õb           | kūl-iz-ø         | kūl-õks-ø        | kūl-õg-ø         | kūl-iji-ø        | –                |
| E/2              | –                | kūl-õd           | kūl-iz-t         | kūl-õks-t        | kūl-õg-ø         | kūl-iji-ø        | kūl              |
| E/3              | –                | kūl-õb           | kūl-iz-ø         | kūl-õks-ø        | kūl-õg-ø         | kūl-iji-ø        | –                |
| T/1              | –                | kūl-õm           | kūl-iz-mõ        | kūl-õks-mõ       | kūl-õg-õd        | kūl-iji-d        | –                |
| T/2              | –                | kūl-õt           | kūl-iz-tõ        | kūl-õks-tõ       | kūl-õg-õd        | kūl-iji-d        | kūl-õgid         |
| T/3              | –                | kūl-õbõd         | kūl-iz-tõ        | kūl-õks-tõ       | kūl-õg-õd        | kūl-iji-d        | –                |

### Egyszerű alakok tagadása
A lívben az igék tagadása egy tagadó segédige segítségével történik. A tagadó ige alakjai a legjobban a lívben maradtak meg, erről részletesebb információ A tagadó segédige története című alfejezetben olvasható.
A tagadó segédigének létezik kijelentő módban külön jelen idejű és múlt idejű, valamint feltételes, parancsoló és felszólító (tkp. tiltó) módú ragozása.
|     | kijelentő mód | kijelentő mód | feltételes mód | parancsoló mód | felszólító mód |
|     | jelen idő     | múlt idő      | jelen idő      | jelen idő      | jelen idő      |
| --- | ------------- | ------------- | -------------- | -------------- | -------------- |
| E/1 | äb            | iz            | äb             | algõ           | –              |
| E/2 | äd            | izt           | äd             | algõ           | alā            |
| E/3 | äb            | iz            | äb             | algõ           | –              |
| T/1 | äb            | iz            | äb             | algõd          | –              |
| T/2 | ät            | izt           | ät             | algõd          | algid          |
| T/3 | äb            | izt           | äb             | algõd          | –              |

A segédige után álló ige alakjainak megoszlása hasonló az állító ragozásnál tapasztaltakkal. Kijelentő és feltételes módban az ige az ún. III. avagy csonka ragozás személyragjait veszi fel. Parancsoló módban az igén a parancsoló mód jele szerepel, többes számban ehhez még a többes szám jele járul. A tagadó igének nincs referatív módú alakja. Felszólító módban mind a tagadó ige, mind a főige felszólító módban van.

#### Kijelentő és feltételes mód
Kijelentő mód jelen időben a ragozott tagadó ige után a főige III. ragozás szerinti csonka ragozásnak megfelelően ragozódik. Kijelentő mód múlt időben a tagadó ige múlt idejű alakjai után a főigén a III. ragozás személyragjai szerepelnek.
- Ma akūb pūzõ vizzõ, ku ma äb sadā. ’Kapaszkodom a fába, így nem esek le.’
- Tēg ät võit siedā paldiņ kandõ. ’Ti nem tudjátok elviselni most ezt.’
- Izā iz tō, ku brī pīļõb. ’Az apa nem akarta, hogy tétlenül álljon.’

Feltételes mód jelen időben a tagadó ige alakjai megegyeznek a kijelentő mód jelen idejű alakjaival, a feltételes mód a főigén van jelölve. A feltételes mód jele után a csonka ragozás személyragjai állnak.
- Mõitiz päp tämmõn äb vȯlks āndatõn 1858. āigast bībõl. ’Különben a lelkész nem adományozta volna neki a bibliát 1858-ban.
- Ja až Izānd äb lītõltõks nēḑi päuvḑi, äb sǭks mitikš lejā pästõd. ’És ha az Úr nem rövidítené le azokat a napokat, egyetlen élőlény sem menekülne.’
- Äb lī mitīdtõ līvlizt, kis äb mõtlõks īdtõ mõtkõzt: algõ līnd jemīņ suoddõ. ’Nincs egyetlen lív sem, aki ne gondolna egyetlen dologra (tkp. gondolatra), hogy ne legyen (több) háború.’

|     | tagadó segédige alakja | tagadó segédige alakja | tagadó segédige alakja | főige alakja: III. ragozás |
|     | kijelentő mód          | kijelentő mód          | feltételes mód         | főige alakja: III. ragozás |
|     | jelen idő              | múlt idő               | jelen idő              | főige alakja: III. ragozás |
| --- | ---------------------- | ---------------------- | ---------------------- | -------------------------- |
| E/1 | äb                     | iz                     | äb                     | -ø                         |
| E/2 | äd                     | izt                    | äd                     | -ø                         |
| E/3 | äb                     | iz                     | äb                     | -ø                         |
| T/1 | äb                     | iz                     | äb                     | -mõ                        |
| T/2 | ät                     | izt                    | ät                     | -tõ                        |
| T/3 | äb                     | izt                    | äb                     | -tõ                        |

#### Parancsoló és referatív mód
Parancsoló módban a parancsoló módú tagadó segédige után a parancsoló módú főige áll, parancsoló módban tehát a főige alakja az állító és a tagadó mondatokban azonos, utóbbiak előtt viszont megjelenik a parancsoló módú tagadó segédige.
- Ma brīḑiz tǟnda, algõ ta nei rõkāndõg. ’Figyelmeztettem őket, hogy ne beszéljenek erről.’
- Um võtāmõst duņtš mōstõ ilzõ, algõ ta pīlõg mōsõ. ’A kést fel kell emelni a földről, hogy ne legyen (tkp. álljon) a földön.’

A tagadó segédigének nincs referatív módú alakja.

#### Felszólító mód
Felszólító módban mind a tiltó segégige, mind a főige felszólító módban áll.
- Alā võttõ seļļizt pattõ eņtš jeng pǟlõ! ’Ne vedd ezt a bűnt a szívedre!’
- Alā tīe ōrõnd jovīzõks! ’Ne kend össze a ruhádat a liszttel!’
- Algid jämpõgid! ’Ne bohóckodjatok!’
- Algid murtigid! ’Ne zavarjatok!’

#### Összefoglaló táblázat II.
| kūlõ ’hallani’   | kūlõ ’hallani’   | kūlõ ’hallani’   | kūlõ ’hallani’   | kūlõ ’hallani’   | kūlõ ’hallani’   | kūlõ ’hallani’   | kūlõ ’hallani’   |
|                  | kijelentő mód    | kijelentő mód    | kijelentő mód    | feltételes mód   | parancsoló mód   | referatív mód    | felszólító mód   |
|                  | jövő idő         | jelen idő        | múlt idő         | feltételes mód   | parancsoló mód   | referatív mód    | felszólító mód   |
| egyszerű igeidők | egyszerű igeidők | egyszerű igeidők | egyszerű igeidők | egyszerű igeidők | egyszerű igeidők | egyszerű igeidők | egyszerű igeidők |
| állító           | állító           | állító           | állító           | állító           | állító           | állító           | állító           |
| ---------------- | ---------------- | ---------------- | ---------------- | ---------------- | ---------------- | ---------------- | ---------------- |
| E/1              | –                | kūl-õb           | kūl-iz-ø         | kūl-õks-ø        | kūl-õg-ø         | kūl-iji-ø        | –                |
| E/2              | –                | kūl-õd           | kūl-iz-t         | kūl-õks-t        | kūl-õg-ø         | kūl-iji-ø        | kūl              |
| E/3              | –                | kūl-õb           | kūl-iz-ø         | kūl-õks-ø        | kūl-õg-ø         | kūl-iji-ø        | –                |
| T/1              | –                | kūl-õm           | kūl-iz-mõ        | kūl-õks-mõ       | kūl-õg-õd        | kūl-iji-d        | –                |
| T/2              | –                | kūl-õt           | kūl-iz-tõ        | kūl-õks-tõ       | kūl-õg-õd        | kūl-iji-d        | kūl-õgid         |
| T/3              | –                | kūl-õbõd         | kūl-iz-tõ        | kūl-õks-tõ       | kūl-õg-õd        | kūl-iji-d        | –                |
| tagadó           |                  |                  |                  |                  |                  |                  |                  |
| E/1              | –                | äb kūl-ø         | iz kūl-ø         | äb kūl-õks-ø     | algõ kūl-õg-ø    | –                | –                |
| E/2              | –                | äd kūl-ø         | izt kūl-ø        | äd kūl-õks-ø     | algõ kūl-õg-ø    | –                | alā kūl          |
| E/3              | –                | äb kūl-ø         | iz kūl-ø         | äb kūl-õks-ø     | algõ kūl-õg-ø    | –                | –                |
| T/1              | –                | äb kūl-õm        | iz kūl-õm        | äb kūl-õks-mõ    | algõd kūl-õg-õd  | –                | –                |
| T/2              | –                | ät kūl-õt        | izt kūl-õt       | ät kūl-õks-tõ    | algõd kūl-õg-õd  | –                | algid kūl-õgid   |
| T/3              | –                | äb kūl-õt        | izt kūl-õt       | äb kūl-õks-tõ    | algõd kūl-õg-õd  | –                | –                |

### Összetett alakok
Az összetett alakok a létige ragozott alakjaiból és a főige befejezett melléknévi igenévi formájából állnak (vö. A melléknévi igenevek képzői), amelyet számban egyeztetni kell az alannyal. A létige szupletív ragozású, azaz a ragozás során – a magyarhoz hasonlóan – eltérő tő szerepel. A vȱlda ’lenni, tkp. vanni’ ige jövő idejű alakjait a līdõ ’lenni, válni (valamivé)’ ige alakjai adja. A befejezett cselekvő melléknévi igenév képzője a szabályos igéknél -õn, a rendhagyó igéknél: -nd. Az -õn végűekhez többes számú alany esetén az -õd többesszám-jel járul, a rendhagyó -nd végződés pedig -nõd-re változik. Parancsoló és felszólító módban nincsenek összetett alakok.
|                 | kijelentő       | kijelentő       | kijelentő       | feltételes      | referatív       | parancsoló      | felszólító      | főige alakja                                                                 |
|                 | jelen           | múlt            | jövő            | feltételes      | referatív       | parancsoló      | felszólító      | főige alakja                                                                 |
| segédige alakja | segédige alakja | segédige alakja | segédige alakja | segédige alakja | segédige alakja | segédige alakja | segédige alakja | főige alakja                                                                 |
| --------------- | --------------- | --------------- | --------------- | --------------- | --------------- | --------------- | --------------- | ---------------------------------------------------------------------------- |
| E/1             | um              | vȯļ             | līb             | vȯlks           | vȯļļi           | –               | –               | + befejezett cselekvő melléknévi igenév képzője: -õn + többes szám jele: -õd |
| E/2             | ūod             | vȯļd            | līd             | vȯlkst          | vȯļļi           | –               | –               | + befejezett cselekvő melléknévi igenév képzője: -õn + többes szám jele: -õd |
| E/3             | um              | vȯļ             | līb             | vȯlks           | vȯļļi           | –               | –               | + befejezett cselekvő melléknévi igenév képzője: -õn + többes szám jele: -õd |
| T/1             | ūom             | vȯļmõ           | līmõ            | vȯlksmõ         | vȯļļid          | –               | –               | + befejezett cselekvő melléknévi igenév képzője: -õn + többes szám jele: -õd |
| T/2             | ūotõ            | vȯļtõ           | lītõ            | vȯlkstõ         | vȯļļid          | –               | –               | + befejezett cselekvő melléknévi igenév képzője: -õn + többes szám jele: -õd |
| T/3             | at              | vȯļtõ           | lībõd           | vȯlkstõ         | vȯļļid          | –               | –               | + befejezett cselekvő melléknévi igenév képzője: -õn + többes szám jele: -õd |

#### Kijelentő mód
Kijelentő módban a létige három igeidejű alakjai három különböző tőből alkothatók meg, ezek személyragjai is rendhagyóak, bár némelyiken felismerhető a személyragok egy-egy jellegzetes hangja.
Az összetett jelen idő a múltban elkezdődött, de a jelenig ható cselekvés kifejezésére szolgál, ez az indoeurópai nyelvekből ismert ún. praesens perfectum, befejezett jelen. A jelentéstől függően magyarra fordíthatjuk jelen és múlt időként is.
- Um jellõn sǟl mingi se engõlmaņõd agent. ’Ott lakik egy olyan angol ügynök.’
- Kis um nǟnd engõlt? ’Ki látta az angyalt?’
- Um jellõn nei, ku sīlmad punnizt. ’Úgy dolgozott, hogy a szemei pirosak (lettek).’

Az összetett múlt idő régmúltat vagy az egyszerű múlt időhöz képest előidejűséget fejez ki.
- Siz täm āigis, ku ta um läpš vȯnd. ’Azokban az időkben, amikor ő gyerek volt.’
- Ta mǟdliz pigātagā amḑi kūožidi, kus ta igāniz vȯļ kǟnd. ’Eszébe jutott szinte az összes hely, ahol (korábban) járt.’

Az összetett jelen idő, bár megalkotható, szövegekben csak ritkán lelhető fel.

#### Feltételes mód
A feltételes mód múlt idejű alakjai szükségszerűen összetettek, mivel egy igealakon szintetikusan vagy csak az idő, vagy csak a mód jelölhető. Az összetett igealak esetében a segédigén van jelölve a mód, a múlt időt pedig az ige befejezett melléknévi igenévi alakja jelzi. A létige feltételes módú alakjai szabályosnak mondhatók, a vȯl- tő után a -ks- feltételes mód jele áll, amit a feltételes módra jellemző II. ragozás személyragjai követnek.
- Ta vȯlks labākõl istõn ōj benk pǟl. ’Jobb lett volna a kemence patkán ülni.’
- Vȯlks võind kītõ kȭrdastiz. ’Meg tudta volna mondani egyszerűen (is).
- Äb ūo tieudtõb, ku sǟl vȯlks vȯnd mingi mū perīmīez. ’Nem ismervén, hogy ott lett volna bármilyen másik földesúr.’

#### Referatív mód
A múlt idejű referatív módban a létigén jelölt a mód, az idő pedig a főige igenévi alakján. A segédige alakja rendhagyó, de ragozása a referatív módra jellemző módon történik, az egyes számú alakok jelöletlenek, a többes számúakhoz a -d többes szám jele kapcsolódik.
- Siz vȯļļi vȯnd nei je’nnõ nēḑi aņgõŗi, ku vȯļ kīskõn sūrvadā kuoț kațki ja aņgõrd tikkiž lekštõ. ’Akkor már (állítólag) minden zsák úgy volt, hogy ki voltak szaggatva, és minden angolna elúszott.’
- Sa vȯļļi vaidõn nāizta. ’Te (állítólag) megváltoztattad a feleségedet.’

#### Összefoglaló táblázat III.
| kūlõ ’hallani’    | kūlõ ’hallani’   | kūlõ ’hallani’   | kūlõ ’hallani’   | kūlõ ’hallani’   | kūlõ ’hallani’   | kūlõ ’hallani’   | kūlõ ’hallani’   |
|                   | kijelentő mód    | kijelentő mód    | kijelentő mód    | feltételes mód   | parancsoló mód   | referatív mód    | felszólító mód   |
|                   | jövő idő         | jelen idő        | múlt idő         | feltételes mód   | parancsoló mód   | referatív mód    | felszólító mód   |
| egyszerű igeidők  | egyszerű igeidők | egyszerű igeidők | egyszerű igeidők | egyszerű igeidők | egyszerű igeidők | egyszerű igeidők | egyszerű igeidők |
| állító            | állító           | állító           | állító           | állító           | állító           | állító           | állító           |
| ----------------- | ---------------- | ---------------- | ---------------- | ---------------- | ---------------- | ---------------- | ---------------- |
| E/1               | –                | kūl-õb           | kūl-iz-ø         | kūl-õks-ø        | kūl-õg-ø         | kūl-iji-ø        | –                |
| E/2               | –                | kūl-õd           | kūl-iz-t         | kūl-õks-t        | kūl-õg-ø         | kūl-iji-ø        | kūl              |
| E/3               | –                | kūl-õb           | kūl-iz-ø         | kūl-õks-ø        | kūl-õg-ø         | kūl-iji-ø        | –                |
| T/1               | –                | kūl-õm           | kūl-iz-mõ        | kūl-õks-mõ       | kūl-õg-õd        | kūl-iji-d        | –                |
| T/2               | –                | kūl-õt           | kūl-iz-tõ        | kūl-õks-tõ       | kūl-õg-õd        | kūl-iji-d        | kūl-õgid         |
| T/3               | –                | kūl-õbõd         | kūl-iz-tõ        | kūl-õks-tõ       | kūl-õg-õd        | kūl-iji-d        | –                |
| tagadó            |                  |                  |                  |                  |                  |                  |                  |
| E/1               | –                | äb kūl-ø         | iz kūl-ø         | äb kūl-õks-ø     | algõ kūl-õg-ø    | –                | –                |
| E/2               | –                | äd kūl-ø         | izt kūl-ø        | äd kūl-õks-ø     | algõ kūl-õg-ø    | –                | alā kūl          |
| E/3               | –                | äb kūl-ø         | iz kūl-ø         | äb kūl-õks-ø     | algõ kūl-õg-ø    | –                | –                |
| T/1               | –                | äb kūl-õm        | iz kūl-õm        | äb kūl-õks-mõ    | algõd kūl-õg-õd  | –                | –                |
| T/2               | –                | ät kūl-õt        | izt kūl-õt       | ät kūl-õks-tõ    | algõd kūl-õg-õd  | –                | algid kūl-õgid   |
| T/3               | –                | äb kūl-õt        | izt kūl-õt       | äb kūl-õks-tõ    | algõd kūl-õg-õd  | –                | –                |
| összetett igeidők |                  |                  |                  |                  |                  |                  |                  |
| állító            |                  |                  |                  |                  |                  |                  |                  |
| E/1               | līb kūl-õn-ø     | um kūl-õn-ø      | vȯļ kūl-õn-ø     | vȯlks kūl-õn-ø   | –                | vȯļļi kūl-õn-ø   | –                |
| E/2               | līd kūl-õn-ø     | ūod kūl-õn-ø     | vȯļd kūl-õn-ø    | vȯlks kūl-õn-ø   | –                | vȯļļi kūl-õn-ø   | –                |
| E/3               | līb kūl-õn-ø     | um kūl-õn-ø      | vȯļ kūl-õn-ø     | vȯlks kūl-õn-ø   | –                | vȯļļi kūl-õn-ø   | –                |
| T/1               | līmõ kūl-õn-d    | ūom kūl-õn-d     | vȯļmõ kūl-õn-d   | vȯlkstõ kūl-õn-d | –                | vȯļļid kūl-õn-d  | –                |
| T/2               | lītõ kūl-õn-d    | ūotõ kūl-õn-d    | vȯļtõ kūl-õn-d   | vȯlkstõ kūl-õn-d | –                | vȯļļid kūl-õn-d  | –                |
| T/3               | lībõd kūl-õn-d   | at kūl-õn-d      | vȯļtõ kūl-õn-d   | vȯlkstõ kūl-õn-d | –                | vȯļļid kūl-õn-d  | –                |

### Összetett alakok tagadása
Az összetett alakok tagadásakor a ragozott tagadó ige után a létige III. ragozásnak megfelelő alakjai állnak, végül a főige befejezett melléknévi igenévi alakja, amelyet számban egyeztetni kell az alannyal.
- Kijelentő mód összetett jövő időben a tagadó ige jelen idejű alakjai állnak, a jövő idő jelentését a létige jövő idejű alakjai adják. A III. ragozásnak megfelelő létigei formák többes számban megegyeznek az állító alakokkal, de egyes számban a puszta tő szerepel lī formában.

- Kijelentő mód összetett jelen időben a tagadó segédige jelen idejű alakjait a létige III. ragozás szerinti alakjai követik, egyes számban a létige alakja ūo.

- Kijelentő mód összetett múlt időben a tagadó segédigén jelölt az idő, ennek megfelelően a létige jelen idejű alakjai jelennek meg, amik tehát a jelen és a múlt időben megegyeznek.

- Feltételes módban a tagadó segédige jelen idejű alakjai után a létige feltételes módú alakjai állnak, egyes számban ennek formája: vȯlks.

A parancsoló és felszólító módban nincsenek összetett alakok, a referatív módú összetett igealakok tagadása nem lehetséges.

#### Összefoglaló táblázat IV.
| kūlõ ’hallani’    | kūlõ ’hallani’   | kūlõ ’hallani’   | kūlõ ’hallani’    | kūlõ ’hallani’      | kūlõ ’hallani’   | kūlõ ’hallani’   | kūlõ ’hallani’   |
|                   | kijelentő mód    | kijelentő mód    | kijelentő mód     | feltételes mód      | parancsoló mód   | referatív mód    | felszólító mód   |
|                   | jövő idő         | jelen idő        | múlt idő          | feltételes mód      | parancsoló mód   | referatív mód    | felszólító mód   |
| egyszerű igeidők  | egyszerű igeidők | egyszerű igeidők | egyszerű igeidők  | egyszerű igeidők    | egyszerű igeidők | egyszerű igeidők | egyszerű igeidők |
| állító            | állító           | állító           | állító            | állító              | állító           | állító           | állító           |
| ----------------- | ---------------- | ---------------- | ----------------- | ------------------- | ---------------- | ---------------- | ---------------- |
| E/1               | –                | kūl-õb           | kūl-iz-ø          | kūl-õks-ø           | kūl-õg-ø         | kūl-iji-ø        | –                |
| E/2               | –                | kūl-õd           | kūl-iz-t          | kūl-õks-t           | kūl-õg-ø         | kūl-iji-ø        | kūl              |
| E/3               | –                | kūl-õb           | kūl-iz-ø          | kūl-õks-ø           | kūl-õg-ø         | kūl-iji-ø        | –                |
| T/1               | –                | kūl-õm           | kūl-iz-mõ         | kūl-õks-mõ          | kūl-õg-õd        | kūl-iji-d        | –                |
| T/2               | –                | kūl-õt           | kūl-iz-tõ         | kūl-õks-tõ          | kūl-õg-õd        | kūl-iji-d        | kūl-õgid         |
| T/3               | –                | kūl-õbõd         | kūl-iz-tõ         | kūl-õks-tõ          | kūl-õg-õd        | kūl-iji-d        | –                |
| tagadó            |                  |                  |                   |                     |                  |                  |                  |
| E/1               | –                | äb kūl-ø         | iz kūl-ø          | äb kūl-õks-ø        | algõ kūl-õg-ø    | –                | –                |
| E/2               | –                | äd kūl-ø         | izt kūl-ø         | äd kūl-õks-ø        | algõ kūl-õg-ø    | –                | alā kūl          |
| E/3               | –                | äb kūl-ø         | iz kūl-ø          | äb kūl-õks-ø        | algõ kūl-õg-ø    | –                | –                |
| T/1               | –                | äb kūl-õm        | iz kūl-õm         | äb kūl-õks-mõ       | algõd kūl-õg-õd  | –                | –                |
| T/2               | –                | ät kūl-õt        | izt kūl-õt        | ät kūl-õks-tõ       | algõd kūl-õg-õd  | –                | algid kūl-õgid   |
| T/3               | –                | äb kūl-õt        | izt kūl-õt        | äb kūl-õks-tõ       | algõd kūl-õg-õd  | –                | –                |
| összetett igeidők |                  |                  |                   |                     |                  |                  |                  |
| állító            |                  |                  |                   |                     |                  |                  |                  |
| E/1               | līb kūl-õn-ø     | um kūl-õn-ø      | vȯļ kūl-õn-ø      | vȯlks kūl-õn-ø      | –                | vȯļļi kūl-õn-ø   | –                |
| E/2               | līd kūl-õn-ø     | ūod kūl-õn-ø     | vȯļd kūl-õn-ø     | vȯlks kūl-õn-ø      | –                | vȯļļi kūl-õn-ø   | –                |
| E/3               | līb kūl-õn-ø     | um kūl-õn-ø      | vȯļ kūl-õn-ø      | vȯlks kūl-õn-ø      | –                | vȯļļi kūl-õn-ø   | –                |
| T/1               | līmõ kūl-õn-d    | ūom kūl-õn-d     | vȯļmõ kūl-õn-d    | vȯlkstõ kūl-õn-d    | –                | vȯļļid kūl-õn-d  | –                |
| T/2               | lītõ kūl-õn-d    | ūotõ kūl-õn-d    | vȯļtõ kūl-õn-d    | vȯlkstõ kūl-õn-d    | –                | vȯļļid kūl-õn-d  | –                |
| T/3               | lībõd kūl-õn-d   | at kūl-õn-d      | vȯļtõ kūl-õn-d    | vȯlkstõ kūl-õn-d    | –                | vȯļļid kūl-õn-d  | –                |
| tagadó            |                  |                  |                   |                     |                  |                  |                  |
| E/1               | äb lī kūl-õn-ø   | äb ūo kūl-õn-ø   | iz ūo kūl-õn-ø    | äb vȯlks kūl-õn-ø   | –                | –                | –                |
| E/2               | äd lī kūl-õn-ø   | äd ūo kūl-õn-ø   | izt ūo kūl-õn-ø   | äd vȯlks kūl-õn-ø   | –                | –                | –                |
| E/3               | äb lī kūl-õn-ø   | äb ūo kūl-õn-ø   | iz ūo kūl-õn-ø    | äb vȯlks kūl-õn-ø   | –                | –                | –                |
| T/1               | äb līmõ kūl-õn-d | äb ūom kūl-õn-d  | iz ūom kūl-õn-d   | äb vȯlksmõ kūl-õn-d | –                | –                | –                |
| T/2               | ät lītõ kūl-õn-d | ät ūotõ kūl-õn-d | izt ūotõ kūl-õn-d | ät vȯlkstõ kūl-õn-d | –                | –                | –                |
| T/3               | äb lītõ kūl-õn-d | äb ūotõ kūl-õn-d | izt ūotõ kūl-õn-d | äb vȯlkstõ kūl-õn-d | –                | –                | –                |

## A rövidítések és a jelek magyarázata
- A PFU a finnugor (proto-finnugor), az FP finn-permi, az FV a finn-volgai, a PF pedig a közfinn (proto-finn) alapnyelv jelölése.
- A szócikkben található nagy -C mássalhangzót (consonans) jelöl, az egyes toldalékok esetében a -C azt jelenti, hogy a toldalék avval a mássalhangzóval kezdődik, amellyel a tő végződik, a toldalék tehát tulajdonképpen megnyújtja az utolsó hangot, pl.: kiv ’kő’ CVC > kivvõn 'kőnek' CVC-CVC.
- A nagy -V magánhangzót (vocalis) jelöl. Ha a V felett makron van ͞V, akkor a magánhangzó hosszú, ha alatta pedig csónak, -͜V, akkor diftongussal van dolgunk.
- A -ø zéró morfémát, vagyis hangtest nélküli toldalékot jelent.